# Wurzelhaut
Als Wurzelhaut (Synonym Periodontium, periodontales oder parodontales Ligament, Desmodont, Alveolardentalmembran) wird das Bindegewebe des Zahnhalteapparates bezeichnet.
Die Bindegewebsfasern bestehen aus Kollagen-Faserbündeln (Fibrae cementoalveolares oder Sharpey-Fasern) und überbrücken den wenige Zehntel Millimeter breiten Spalt zwischen dem Zahnzement der Zahnwurzel und der Wand des Zahnfachs. Dadurch wird der Zahn in geringem Maße beweglich durch eine sogenannte „Einkeilung“ (Gomphosis) im Zahnfach verankert. 
Die Fasern der Wurzelhaut sind so ausgerichtet, dass alle auf den Zahn einwirkenden Kräfte in Zugkräfte auf den Knochen umgewandelt werden.
Da diese Fasern nicht dehnbar sind, strecken sie sich aus ihrer gewellten Form heraus, um die Zugkräfte weiter zu leiten. 
Der Kieferknochen wird dadurch vor mechanischer Zerstörung geschützt und es werden Knochen bildende Zellen stimuliert, um den Knochenaufbau zu unterstützen. In der Wurzelhaut verlaufen auch kleine Blut- und Lymphgefäße.